# Le vene aperte dell'America Latina
Le vene aperte dell'America Latina è un saggio di Eduardo Galeano, che contiene numerose cronache e narrazioni riguardante la storia latino americana. Il saggio cerca di rispondere ad interrogativi quali per esempio come sia possibile che una regione ricca di risorse umane e materiali come l'America Latina sia condannata da secoli a umiliazioni e povertà. 
Il libro ricostruisce alcune tappe dello sfruttamento economico e umano subito dall'universo latinoamericano a favore dei centri di potere mondiali negli ultimi cinquecento anni.

## Storia
L'opera è stata pubblicata per la prima volta nell'anno 1971, all'inizio di un ventennio contrassegnato da dittature militari sanguinarie. Il saggio è considerato oramai un classico, non solo per il suo contenuto ma anche per il suo stile. Trattando argomenti cari all'economia politica, alla storia o alla sociologia, Galeano usa un linguaggio degno di una storia d'amore o di un romanzo di pirati, riuscendo nella difficile impresa di creare un saggio non noioso. 
Tra i più alti elogi ricevuti da questa opera si possono citare quello realizzato dalla dittatura cilena del generale Pinochet o dalla dittatura Argentina degli anni settanta che hanno onorato Le vene aperte dell'America Latina proibendolo. L'opera non poteva circolare durante le dittature militari sudamericane perché strumento di corruzione della gioventù.
Le vene aperte dell'America Latina attraverso la sua denuncia contro l'ingiustizia economica e la speranza di nuove condizioni per il continente latino americano ha contribuito a mantenere viva le coscienze di molti nella resistenza contro le dittature militari e contro le ingiustizie perpetuate dai ricchi centri di potere verso le sue periferie.
Il 18 aprile 2009, durante il quinto vertice delle Americhe a Trinidad e Tobago, il presidente della repubblica Bolivariana del Venezuela Hugo Chávez ha regalato una copia de Le vene aperte dell'America Latina di Eduardo Galeano al presidente degli Stati Uniti d'America Barack Obama come segno di distensione tra i due leader e le loro nazioni. Lo scopo simbolico di questo prezioso regalo è di mostrare alla Casa Bianca come tutto dipenda dal suo essere in grado di cominciare a modificare la politica del suo paese verso il Continente che si è sempre basata sulla rapina, sul colonialismo, sul razzismo e sul disprezzo dei processi democratici altrui.

## Struttura
Il libro ha la seguente struttura:
- Introduzione: Cento venti milioni di bambini al centro di un temporale
- Prima parte: La povertà dell'uomo quale causa della ricchezza della terra
- Seconda parte: Lo sviluppo è un viaggio con più naufraghi che naviganti
- Conclusione: Sette anni dopo.